# Tagamõisa (Viljandi)
Tagamõisa – wieś w Estonii, w prowincji Viljandi, w gminie Tarvastu.